# الیور نورث
الیور نورث (انگلیسی: Oliver North؛ زاده ۷ اکتبر ۱۹۴۳) سرهنگ دوم سابق سپاه تفنگداران دریایی ایالات متحده، صاحب‌نظر سیاسی، مورخ نظامی، از کارکنان سابق شورای امنیت ملی آمریکا و از مشاوران رونالد ریگان و میزبان سابق برنامه‌های تلویزیونی فاکس نیوز و نویسنده آثار پرفروش فهرست نیویورک تایمز و رئیس سابق انجمن ملی اسلحه آمریکا (NRA) است. او در جریان رسوایی‌های سیاسی دهه ۱۹۸۰ موسوم به ماجرای ایران کنترا نقش داشت. رسوایی شامل فروش اسلحه به ایران با هدف آزادی گروگان‌های آمریکایی در لبنان بود. او طراح بخش دوم نقشه برای سوق دادن عایدات آن به شورشیان کنترا در نیکاراگوئه بود که در آن زمان ممنوع اعلام شده بود.
رسوایی ایران-کنترا بزرگ‌ترین بحران داخلی دوران ریاست جمهوری رونالد ریگان بود و افشای آن در ایران هم تأثیر قابل توجهی گذاشت. اعدام مهدی هاشمی، از نزدیکان آیت‌الله حسینعلی منتظری، از جمله پی‌آمدهای این ماجرا بود.
الیور نورث در ۴ خرداد ۱۳۶۵ همراه با رابرت مک فارلین، نیمه شب در مهرآباد تهران فرود آمد و خواستار آن شد که با مقامات بلندپایه ایرانی دیدار کند. او یک جلد انجیل که رونالد ریگان به خط خود در پشت جلد آن برای آیت‌الله خمینی یادداشتی نوشته و امضا کرده بود، یک کیک و یک قبضه تپانچه را به عنوان هدیه همراه آورده بود.
در آن زمان آمریکا فروش سلاح به ایران را ممنوع اعلام کرده بود اما دولت دست‌راستی رونالد ریگان می‌خواست با دادن اجازه فروش اسلحه به ایران، موجب آزادسازی گروگان‌های آمریکایی در لبنان شود (ر.ک. بحران گروگان‌گیری لبنان)؛ بنابراین آمریکا از طریق اسرائیل به ایران سلاح فروخت و پول حاصل از این معامله را صرف تجهیز و تأمین مالی شورشیان مخالف دولت - کنترا - در نیکاراگوئه کرد. سازمان سیا برای سرنگون کردن دولت چپگرای دانیل اورتگا که با رای مردم انتخاب شده بود از شورشیان کنترا حمایت و آنها را تجهیز می‌کرد.
عملیات پیچیده‌ای که برای انتقال پول و سلاح از آمریکا به ایران و از پاناما به نیکاراگوئه و انتقال کوکائین از کلمبیا به آمریکا باید صورت می‌گرفت به راهی مخفی و به دور از چشم اعضای شورای امنیت ملی آمریکا برای تبادل اطلاعات و ارتباطات این عملیات نیاز داشت.
الیور نورث که در آن زمان چندان سرشناس نبود، عضو شورای امنیت ملی و دستیار جان پویندکستر مشاور امنیت ملی رونالد ریگان بود. او یکی از مهره‌های اصلی برای ایجاد شبکه وسیع سازمان‌های اطلاعاتی به‌خصوص سیا، نهادهای بانکی، قاچاقچیان مواد مخدر و سلاح در آمریکای لاتین بود که در نهایت به ایران کنترا معروف شد.
با وجود شواهدی که از باخبر بودن رونالد ریگان از این عملیات وجود داشت، در نهایت بازیگران اصلی ایران-کنترا در آمریکا به چند نفر از جمله رابرت مک فارلین، سرهنگ الیور نورث و بعداً جان پویندکستر تقلیل داده شدند. الیور نورث در ۱۹۸۹ در ارتباط با سه مورد اتهام تخصیص غیرقانونی بودجه دولت آمریکا مجرم شناخته شد اما سال بعد به سبب شهادت دادن در برابر کنگره، این حکم در فرجام خواهی لغو شد.
الیور نورث از سال ۲۰۰۱ تا ۲۰۱۶ میزبان برنامهٔ تلویزیونی داستان‌های جنگ با الیور نورث در شبکه فاکس نیوز بود که اکنون از این شغل بازنشسته شده‌است.
در ۷ مه ۲۰۱۸ اعلام شد که انجمن ملی سلاح، یکی از بانفوذترین نهادهای قدرت در واشینگتن، نورث را به عنوان رئیس تازه خود برگزیده است. نورث تا اول آوریل ۲۰۱۹ در این مقام باقی ماند.